# Sarah Masuch
Sarah Masuch (* 31. März 1978 in Hamburg) ist eine deutsche Film-, Fernseh- und Theaterschauspielerin aus Hamburg. Einem breiten Publikum wurde sie als Dr. Iris Brooks in der Serie Lindenstraße bekannt.

## Leben
Masuch ist die Tochter eines Nigerianers und einer Deutschen. Sie absolvierte ihre Schauspielausbildung von 1996 bis 2000 an der Bayerischen Theaterakademie in München.
1997 spielte sie die Vixen in der Dreigroschenoper am Residenztheater München. Von 2000 bis 2005 war sie am Schauspielhaus Hamburg engagiert (Die Möwe, Die Frau vom Meer, Konfetti, Ode an die Freude, Velvet Underground, What are you afraid of, Mein Vater Che Guevara). Es folgten Arbeiten unter anderem an den Hamburger Kammerspielen (2005: Grandiose Verlierer), in der Theaterfabrik Hamburg (2006: Dogville), im Bereich Kabarett (2009/2010: Duo Bleckonweit mit Christine Prayon) sowie am Hamburger Hafenmuseum (2011: Cargopolis).
Nach Rollen unter anderem in der Vorabendserie Großstadtrevier und in der Reihe Tatort spielte Masuch von September 2012 (Folge 1398) bis zur Einstellung im März 2020 (Folge 1758) die Ärztin Dr. Iris Brooks in der WDR-Fernsehserie Lindenstraße. In der ARD-Telenovela Rote Rosen spielte sie als Anette Roth von Mai 2022 (Folge 3571) bis Dezember 2023 (Folge 3890) die weibliche Protagonistenrolle in der 21. Staffel.
Sie lebt mit ihrem Mann, einem Rechtsanwalt, und ihrem Sohn und ihrer Tochter in Hamburg. Sie spricht Englisch, Spanisch und Französisch und spielt Klavier und Klarinette.

## Filmografie
- 1997: Fieber (Kurzfilm), Regie: Christoph Hochhäusler
- 2002: Einsatz in Hamburg – Rückkehr des Teufels (Fernsehreihe)
- 2003: Immer eine Wahrheit (Zweiteiler), Regie: Matthew Way
- 2005: Stromberg (Fernsehserie, 3 Folgen)
- 2006: Mutterglück
- 2007: Mein Herz in Afrika
- 2007: Elvis und der Kommissar (Fernsehserie, 1 Folge)
- 2008: Fleisch ist mein Gemüse
- 2009: Für meine Kinder tu’ ich alles
- 2009: Mumbro und Zinell, Regie: Tilman Büttner
- 2009: Phantomschmerz
- 2010–2021: Großstadtrevier (Fernsehserie, 2 Folgen, verschiedene Rollen)
- 2010: Das Duo: Bestien (Fernsehreihe)
- 2011: Der Kriminalist (Fernsehserie, 1 Folge)
- 2011: Achtung Arzt!
- 2011: Tatort: Gestern war kein Tag (Fernsehreihe)
- 2011: Heiter bis tödlich: Henker & Richter (Fernsehserie, 1 Folge)
- 2011: Unter Verdacht – Die elegante Lösung (Fernsehreihe)
- 2012–2020: Lindenstraße (Fernsehserie)
- 2014: Stubbe – Von Fall zu Fall: Der König ist tot (Fernsehreihe)
- 2014: Die Geschlechtskriegerinnen, Regie: Matthew Way
- 2015: Heiraten ist nichts für Feiglinge
- 2016: Glück ist eine Illusion, Regie: Dorothea Kleffner-Witkowski, Marc Witkowski
- 2017: In aller Freundschaft (Fernsehserie, Folge 793: Aus den Augen, aus dem Sinn?)
- 2021: Ruhe! Hier stirbt Lothar
- 2021: Die Pfefferkörner (Fernsehserie, 1 Folge)
- 2021: Der Alte (Fernsehserie, Folge: Freier Fall)
- 2022: Tatort: Videobeweis
- 2022: Sarah Kohr – Irrlichter (Fernsehreihe)
- 2022: Polizeiruf 110: Hildes Erbe (Fernsehreihe)
- 2022: Heartbeast
- 2022–2023: Rote Rosen (Fernsehserie, 320 Folgen)
- 2024: Neuer Wind im Alten Land – Gestrandet (Fernsehreihe)
- 2024: Bis zur Wahrheit
- 2025: Die Rosenheim-Cops (Fernsehserie, Folge: Der doppelte Knoten)
- 2025: Neuer Wind im Alten Land – Stolz und Vorurteil (Fernsehreihe)